# The Children's Channel
The Children’s Channel (сокр. TCC) — европейский детский телеканал вещавший в Европе, на Ближнем Востоке и в Африке. После закрытия телеканала, частоты были распределены между Trouble, Nickelodeon UK, Fox Kids UK

## История
1 сентября 1984 года телеканал «The Children’s Channel» начал своё вещание на спутнике Eutelsat 1. В основном канал был доступен в кабельных системах из-за низкого распространения домашних спутниковых антенн в Европе, Африке и на Ближнем Востоке в то время. Телеканал создан Starstream (совместное предприятие British Telecom, DC Thomson, Thames Television и Thorn EMI) в тесном сотрудничестве и по концепции Warner. Руководил телеканалом Ричард Вулф ранее работавший в Warner. Офис был расположен в Лондоне на 6/7 D’Arblay Street. В январе 1987 года Central Independent Television приобрели 22 % акций Starstream.
В ноябре 1986 года TCC запустился в Бельгии, Нидерландах и Люксембурге, за которым последовал запуск в Скандинавии в январе 1988 года.
В марте 1989 года «The Children’s Channel» начал бесплатное вещание на спутнике Astra 1A, вещая с 5:00 до 10:00 по будням и с 5:00 до 12:00 по выходным, разделяя время с Lifestyle. В 1991 году телеканал вещал до 19:00, разделяя время уже с JSTV.
В 1990 году Flextech приобрела права на первый пакет акций компании Starstream. В 1991 году «United» купила свою долю TCC и выиграла контракт на его управление. В конце 1993 года Flextech провела переговоры с Tele-Communications и приобрела европейский программный бизнес TCI в обмен на акции, предоставив TCI 50-60 % акций расширенной Flextech group. Сделка была завершена, в результате чего Flextech увеличила свою долю с 50,1 % до 75 %. 5 июня 1995 года Flextech выкупил оставшиеся 25,1 % акций компании Starstream за 15 миллионов фунтов стерлингов.
В 1992 году TCC запустил вечерний блок, показывающий программы, представляющие больший интерес для детей старшего возраста и подростков, выходил в эфир с 17:00 до 19:00 и включал в себя ряд британских и американских программ, таких как CDQ, TVFM и Saved by the Bell. В течение дня TCC продолжал ориентироваться на детей младшего возраста, и большая часть программ по-прежнему состояла из архивных мультсериалов 1980-х годов.
1 сентября 1993 года был запущен пакет многоканальных каналов Sky, и TCC впервые стал платным каналом на спутнике. Также телеканал сократил эфирное время, теперь вещал с 6:00 до 17:00. 17 сентября 1993 года после запуска Cartoon Network Europe, часть программ была перенесена на новый канал.
11 сентября 1995 года TCC представил блок для малышей и дошкольников под названием Tiny TCC, который выходил в эфир каждое утро с 6.00 до 9.00 утра, но 3 февраля 1997 года был снят с эфира.
В середине 1996 года Flextech вела переговоры с Fox и News Corp о продаже 50 % акций детского телеканала; однако чрезвычайно длительные переговоры не позволили заключить сделку. Flextech пыталась провести переговоры, чтобы обеспечить другую форму инвестиций в TCC, но вместо этого решила переориентироваться на подростковую аудиторию. News Corp запустила совместное предприятие Fox Kids с дочерней компанией Sky. Это сильно повлияло на TCC, поскольку больше не было доступа к большей части библиотеки Fox и Saban Entertainment. 3 февраля 1997 года все программы, ориентированные на детей старшего возраста, которые к тому времени выходили в эфир, были перенесены на Trouble.
4 апреля 1997 года, в европейской части России принимали британскую версию канала со спутника Astra 1C в кодировке D2-MAC Videocrypt. Вещание осуществлялось с 9:00 до 20:00 МСК. Для северо-западной части России была доступна скандинавская версия канала со спутника Thor в кодировке D2-MAC EurocryptS. Вещание осуществлялось на английском языке и продолжительность эфиров была нефиксированной.
3 апреля 1998 года телеканал прекратил обслуживать Европу, Африку и Ближний Восток, но оставался доступен только в Великобритании, но операторы продолжали принимать данный телеканал. Рейтинги сильно упали из-за Nickelodeon UK, Cartoon Network Europe, Disney Channel UK и Fox Kids UK, в результате чего доля зрителей The Children’s Channel снизилась до 0,2 %. 5 октября 1998 года телеканал окончательно был закрыт, а частоты были отданы телеканалам Trouble, Nickelodeon UK, а также Fox Kids UK, благодаря этому, Fox Kids UK в конце 1990-х был распространён в европейских странах, также часть сотрудников перешла на Fox Kids. В феврале 1999 года частота была передана общеевропейскому телеканалу Fox Kids CEE. Скандинавская версия канала TCC была закрыта 30 сентября 2000 года, многие европейские страны принимали данную версию после закрытия британской.

## Логотипы

с 1984 по 1993 год.
с 1993 по 1994 год.
с 1994 по 1998 год.

## TCC в России
4 апреля 1997 года, в европейской части России принимали европейскую версию The Children's Channel со спутника Astra 1C в кодировке D2-MAC Videocrypt на английском языке. Вещание осуществлялось с 9:00 до 20:00 МСК. Для северо-западной части России была доступна скандинавская версия канала со спутника Thor в кодировке D2-MAC EurocryptS на шведском языке. В 1998 году европейская версия TCC была закрыта и заменена на Fox Kids. Скандинавская версия продолжала вещание в северо-западной части России, осуществляя одновременное вещание с Fox Kids. 30 сентября 2000 года скандинавская версия TCC прекратила вещание.